# Stefan Quandt
Stefan Quandt (Frankfurt am Main, 9 de maio de 1966) é um engenheiro e industrial alemão.
Após a morte de seu pai Herbert Quandt, herdou 17.4% da BMW e também participações nas seguintes empresas, as quais são geridas pela sua holding Delton AG:
- 76.8% da CEAG
- 50.3% da Thiel Logistik AG, uma empresa de logística
- 100% da Heel GmbH, que produz remédios homeopáticos
- 100% da CeDo Household Products, que produz utensílios domésticos.

É membro dos Conselhos de Administração do Dresdner Bank AG e do Gerling Konzern Allgemeine Versicherungs AG.